# 下鴨警察署
下鴨警察署（しもがもけいさつしょ）は、京都府警察が管轄する警察署の一つである。
2028年度以降に川端警察署と統合され、左京区全域を管轄する予定であり、名称も左京警察署となる予定。

## 所在地
- 京都市左京区田中馬場町6番地

## 管轄区域
- 京都市左京区（京都府川端警察署の管轄区域を除く。）

## 沿革
- 1955年（昭和30年）7月1日：京都市警察が京都府警察に統合。京都市下鴨警察署から京都府下鴨警察署となる。

## 内部組織
- 会計課 - 会計係
- 警務課 - 警務係、留置管理係、犯罪被害者支援係、広聴・相談係
- 生活安全課 - 生活安全係、人身安全・少年係
- 地域課 - 地域第一係、地域第二係、地域第三係、地域管理係
- 刑事課 - 捜査管理係、強行犯係、知能犯係、盗犯係、鑑識係、組織犯罪対策係
- 交通課 - 交通係
- 警備課 - 警備係

## 交番
（ ）の中は所在地。
- 加茂大橋交番（左京区田中下柳町15）
- 北白川交番（左京区北白川下別当町86）
- 高野交番（左京区高野竹屋町1-2）
- 府立大学前交番（左京区下鴨半木町1番地29）
- 修学院交番（左京区山端壱町田町8-4）
- 北山交番（左京区松ケ崎芝本町12-4）
- 上高野交番（左京区上高野古川町23）
- 岩倉交番（左京区岩倉中町425）
- 静市交番（左京区静市市原町225-2） - 駐在型交番

## 駐在所
（ ）の中は所在地。
- 鞍馬駐在所（左京区鞍馬本町255）
- 大原駐在所（左京区大原野村町139-3）
- 花背駐在所（左京区花背大布施町183-5）
- 久多駐在所（左京区久多下の町558-2）
- 叡山口駐在所（左京区八瀬野瀬町113）

## 主な未解決事件
- 京都精華大学生通り魔殺人事件
- 左京区マンション殺人事件[1]